# Michel Vautrot
Michel Vautrot (Saint-Vit, 23 de outubro de 1945) é um ex-árbitro de futebol francês, que apitou cinco jogos de Copa do Mundo: dois em 1982 e três em 1990. Além disso, ele também apitou a final do Mundial Interclubes de 1983: Hamburgo X Grêmio.

## Curiosidades
Durante a semifinal da Copa do Mundo de 1990 (Itália 1 x 1 Argentina), o árbitro francês Michel Vautrot distraiu-se. O tempo normal terminou empatado em 1 a 1, o que levou a decisão da vaga para a prorrogação. Na primeira etapa do tempo extra, Vautrot acrescentou oito minutos além do tempo regulamentar, deixando equipes e torcedores sem entender nada. Mais tarde, o árbitro admitiu ter esquecido de olhar o seu relógio.